# Lista de centros comerciais da Bahia

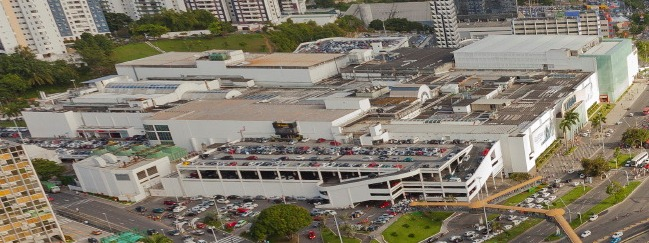
Shopping da Bahia, mais antigo shopping center do Nordeste

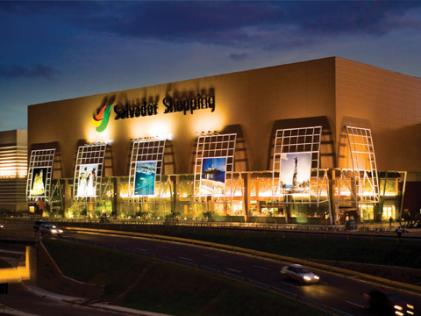
Salvador Shopping, maior centro de compras do estado.

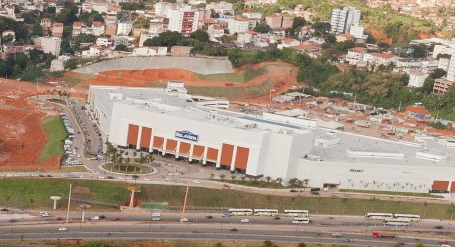
Shopping Bela Vista, em Salvador

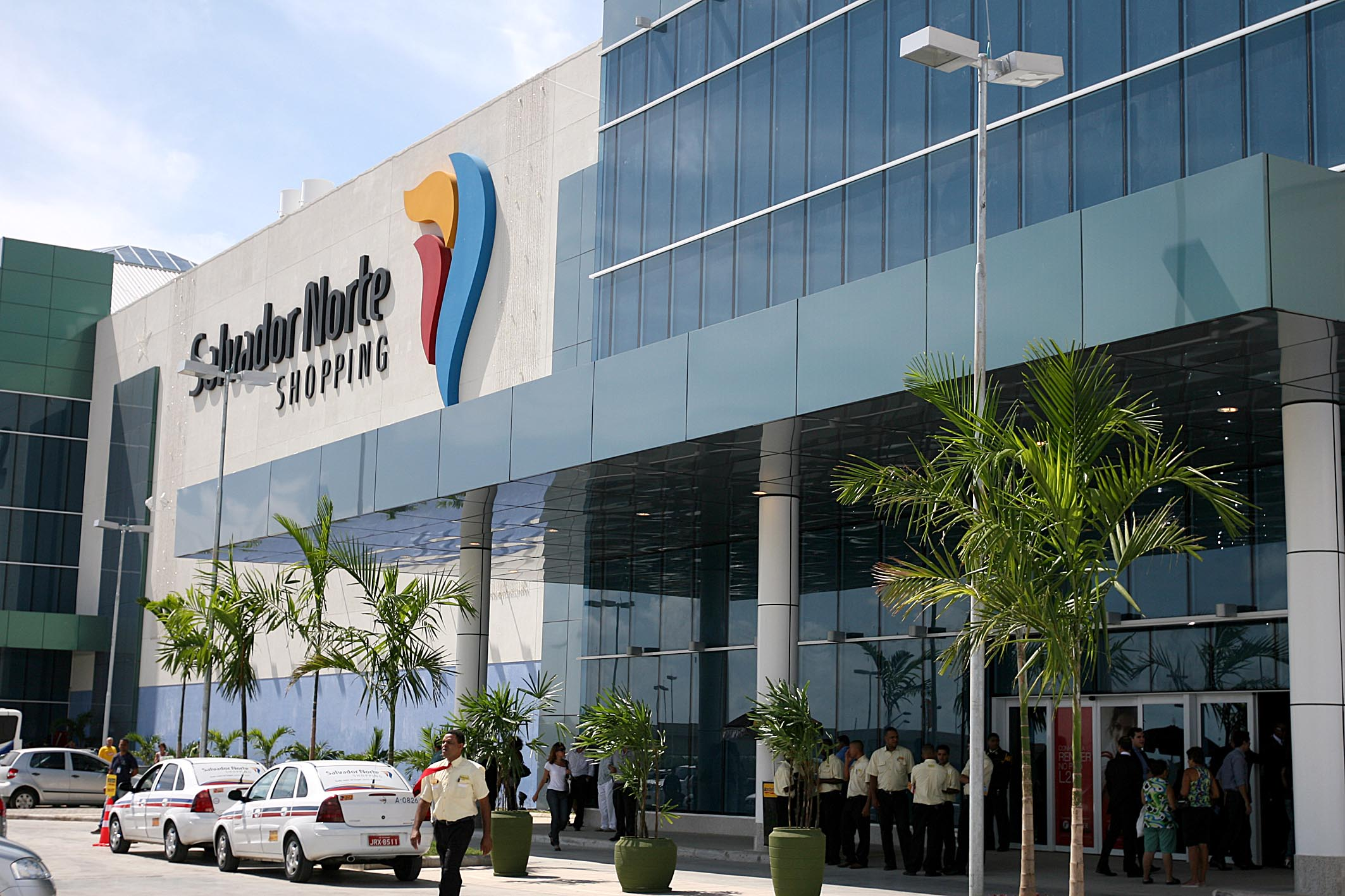
Salvador Norte Shopping, em Salvador

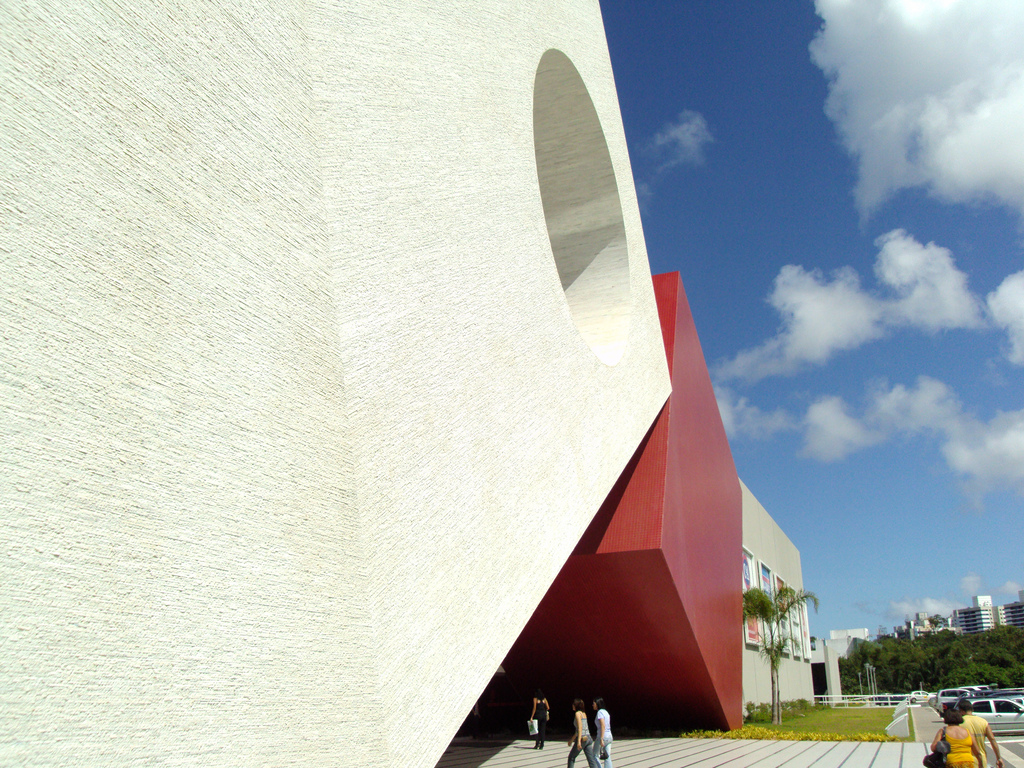
Shopping Paralela, em Salvador

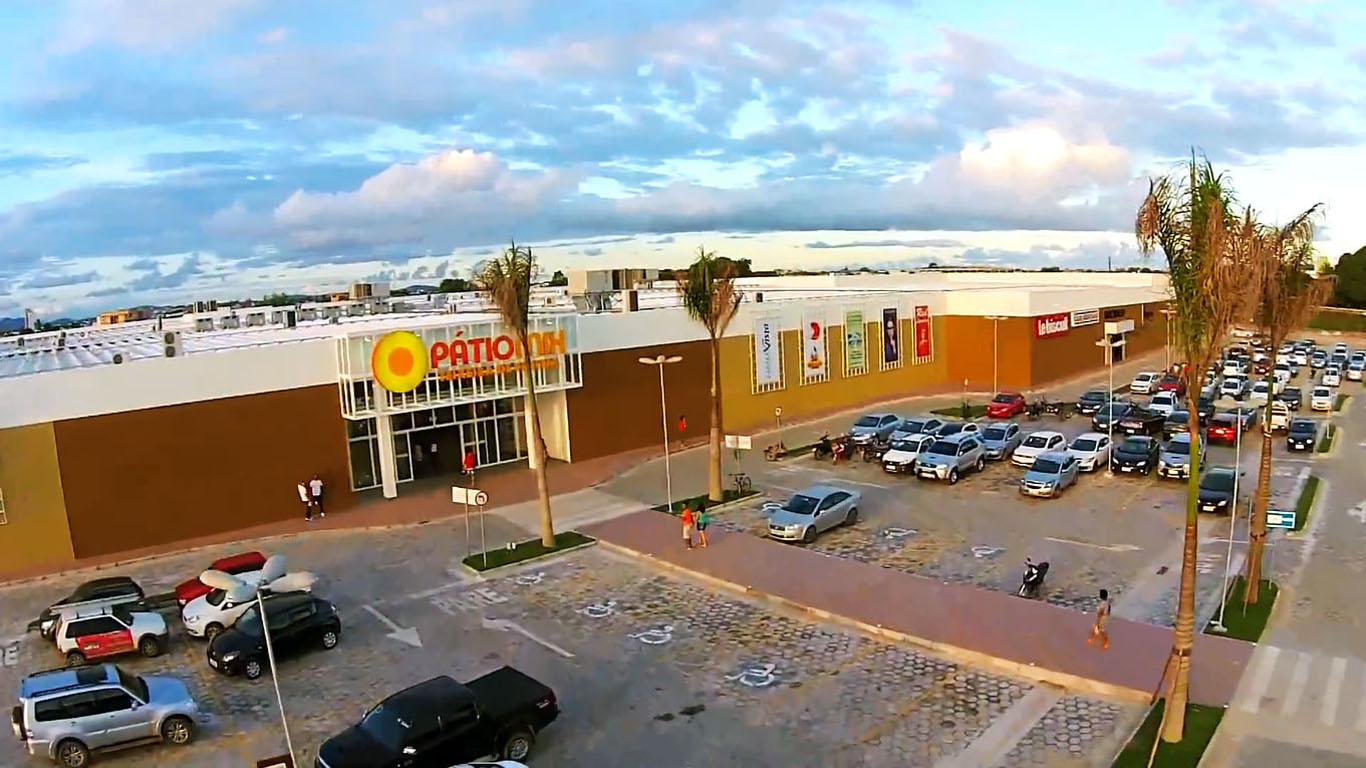
Shopping Pátiomix em Teixeira de Freitas

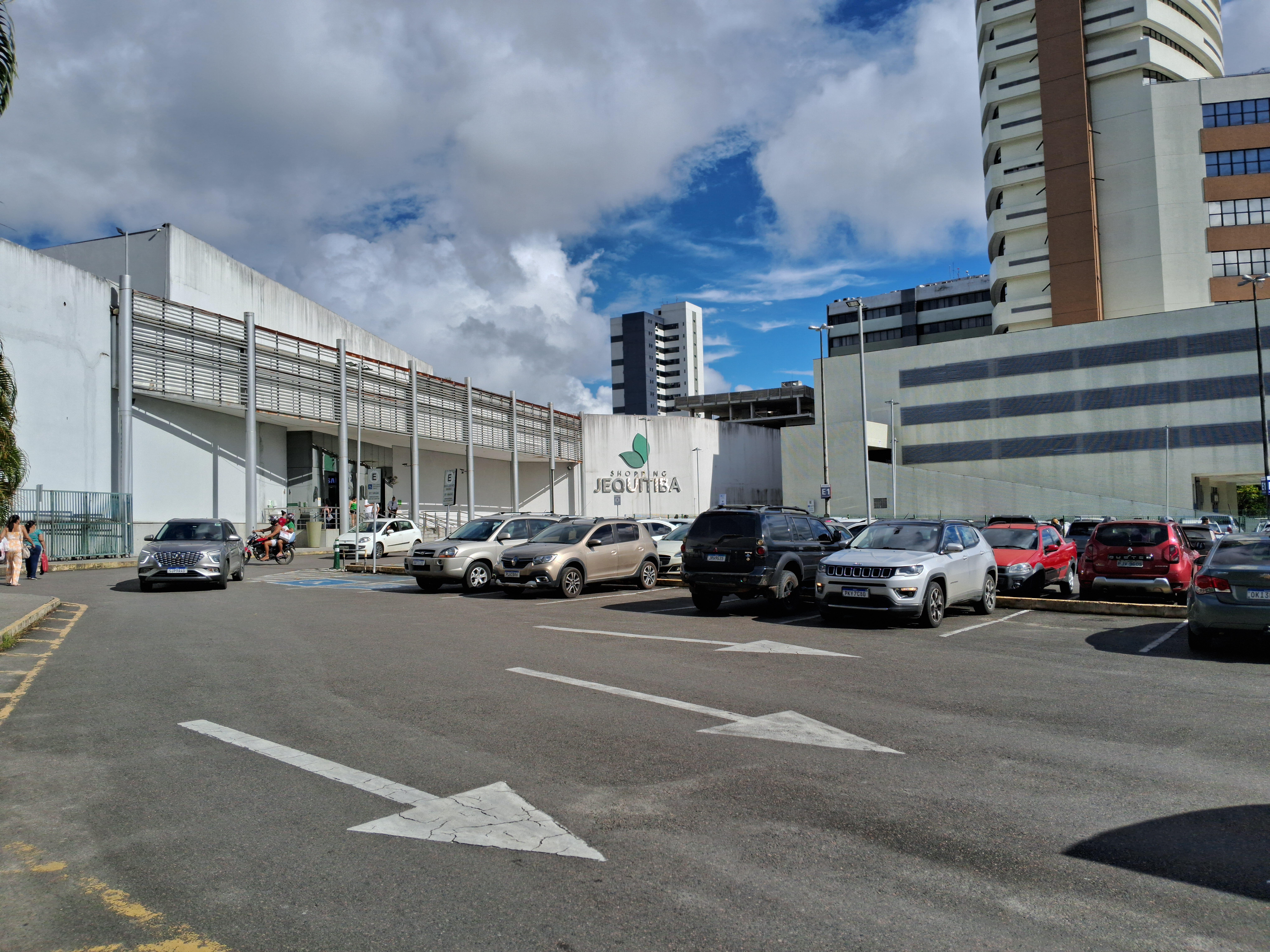
Shopping Jequitibá, em Itabuna

A lista de centros comerciais da Bahia abarca os centros comerciais em geral, desde as galerias aos shopping centers - de pequeno, médio e grande porte - e outlets, estejam eles construídos ou em construção, contanto que localizem-se no estado brasileiro da Bahia. O tamanho apresentado correspondem aos metros quadrados de área bruta locável (ABL) e alguns podem não apresentar mais o nome aqui descritos ou terem encerrados suas atividades.
| Nome                                                           | Categoria      | Tamanho (m²)   | Nº de Lojas    | Cidade                 | Fonte         |
| -------------------------------------------------------------- | -------------- | -------------- | -------------- | ---------------------- | ------------- |
| Salvador Shopping                                              | Tradicional    | 89.596         | 500            | Salvador               | [ 2 ]         |
| Shopping da Bahia                                              | Tradicional    | 68.738         | 421            | Salvador               | [ 3 ]         |
| Shopping Paralela                                              | Tradicional    | 56.190         | 270            | Salvador               | [ 4 ]         |
| Shopping Bela Vista                                            | Tradicional    | 51.185         | 200            | Salvador               |               |
| Shopping Barra                                                 | Tradicional    | 50.000         | 315            | Salvador               | [ 5 ]         |
| Salvador Norte Shopping                                        | Tradicional    | 39.704         | 218            | Salvador               | [ 6 ]         |
| Shopping Piedade                                               | Tradicional    | 20.000         | 123            | Salvador               |               |
| Shopping Center Lapa                                           | Tradicional    | 18.000         | 114            | Salvador               | [ 7 ]         |
| Shopping Itaigara                                              | Tradicional    | 13.095         | 200            | Salvador               |               |
| Shopping Cajazeiras                                            | Vizinhança     | 5.000          | 100            | Salvador               |               |
| Shopping Paseo Itaigara                                        | Vizinhança     | 4.385          | 70             | Salvador               | [ 8 ]         |
| Parque Shopping Bahia                                          | Tradicional    | 51.600         | 190            | Lauro de Freitas       | [ 9 ]         |
| Boulevard Shopping                                             | Tradicional    | 30.275         | 157            | Feira de Santana       | [ 10 ]        |
| América Outlet                                                 | Outlet         | 15.000         | 100            | Feira de Santana       |               |
| Shopping Avenida                                               | Vizinhança     | Não disponível | 50             | Feira de Santana       |               |
| Parque Shopping (em desenvolvimento)                           | Tradicional    | 25.000         | 150            | Feira de Santana       |               |
| Boulevard Shopping                                             | Tradicional    | 30.000         | 140            | Vitória da Conquista   | [ 11 ]        |
| Shopping Conquista Sul                                         | Tradicional    | 25.060         | 125            | Vitória da Conquista   | [ 12 ]        |
| Boulevard Shopping                                             | Tradicional    | 20.000         | 130            | Camaçari               | [ 13 ]        |
| Outlet Premium Salvador                                        | Outlet         | 14.964         | Não disponível | Camaçari               |               |
| Juá Garden Shopping                                            | Tradicional    | 23 055         | 170            | Juazeiro               | [ 14 ]        |
| Shopping Jequitibá                                             | Tradicional    | 23.150         | 120            | Itabuna                | [ 15 ]        |
| Pátiomix Teixeira de Freitas                                   | Tradicional    | 19 000         | 70             | Teixeira de Freitas    | [ 16 ] [ 17 ] |
| Auto Shopping Salvador                                         | Temático       | Não disponível |                | Salvador               |               |
| Bahia Outlet Center                                            | Outlet         | Não disponível |                | Salvador               |               |
| Barra Center Salvador                                          | Vizinhança     | Não disponível |                | Salvador               | [ 18 ]        |
| Barreiras Shopping Center                                      | Tradicional    | Não disponível |                | Barreiras              | [ 16 ]        |
| Caboatã Shopping                                               | Não disponível | Não disponível |                | Salvador               | [ 19 ]        |
| Guarajuba Shopping                                             | Não disponível | Não disponível |                | Camaçari               | [ 20 ]        |
| Juá Shopping                                                   | Tradicional    | Não disponível |                | Juazeiro               | [ 16 ]        |
| Malibu Shopping                                                | Não disponível | Não disponível |                | Lauro de Freitas       |               |
| Malibu Shopping Poções                                         | Não disponível | Não disponível |                | Poções                 | [ 21 ]        |
| Oeste Shopping Barreiras                                       | Tradicional    | 17 000         |                | Barreiras              | [ 22 ]        |
| Rio de Ondas                                                   | Não disponível | Não disponível |                | Barreiras              | [ 23 ]        |
| Shopping Alagoinhas                                            | Tradicional    | 17 000         |                | Alagoinhas             | [ 16 ] [ 24 ] |
| Shopping Ápio                                                  | Não disponível | Não disponível |                | Brumado                |               |
| Shopping Apipema Center                                        | Popular        | Não disponível |                | Salvador               | [ 25 ]        |
| Shopping Bahiamar                                              | Não disponível | Não disponível |                | Salvador               |               |
| Shopping Boulevard 161                                         | Outlet         | Não disponível |                | Salvador               | [ 26 ] [ 27 ] |
| Shopping Brotascenter                                          | Não disponível | Não disponível |                | Salvador               | [ 28 ]        |
| Shopping Busca Vida                                            | Tradicional    | 5 682          |                | Camaçari               | [ 29 ] [ 30 ] |
| Shopping Camaçari (Camaçari Open Center)                       | Tradicional    | Não disponível |                | Camaçari               | [ 31 ]        |
| Shopping Capemi Salvador                                       | Não disponível | Não disponível |                | Salvador               | [ 32 ] [ 33 ] |
| Shopping Candeias                                              | Tradicional    | 1 814          |                | Candeias               | [ 34 ]        |
| Shopping Center Paulo Afonso                                   | Tradicional    | 14 500         |                | Paulo Afonso           | [ 35 ]        |
| Shopping Center Piedade                                        | Tradicional    | 14 649         |                | Salvador               |               |
| Shopping Center Valle                                          | Tradicional    | Não disponível |                | Amargosa               | [ 36 ]        |
| Shopping Cidade                                                | Não disponível | Não disponível |                | Salvador               | [ 37 ]        |
| Shopping Costa Azul                                            | Não disponível | Não disponível |                | Salvador               |               |
| Shopping da Gente                                              | Popular        | Não disponível |                | Salvador               | [ 38 ]        |
| Shopping Estrada do Coco                                       | Não disponível | Não disponível |                | Lauro de Freitas       | [ 39 ]        |
| Shopping Eunápolis Garden                                      | Não disponível | Não disponível |                | Eunápolis              | [ 40 ]        |
| Shopping Gaivota                                               | Não disponível | Não disponível |                | Salvador               |               |
| Shopping Grand Ville                                           | Não disponível | Não disponível |                | Vitória da Conquista   | [ 23 ]        |
| Shopping Imbuí Plaza                                           | Não disponível | Não disponível |                | Salvador               |               |
| Shopping Itaguari Center                                       | Tradicional    | 8 893          |                | Santo Antônio de Jesus |               |
| Shopping JJ Center                                             | Popular        | Não disponível |                | Salvador               | [ 41 ]        |
| Shopping Liberdade                                             | Não disponível | Não disponível |                | Salvador               |               |
| Shopping Mon Soleil                                            | Não disponível | Não disponível |                | Vitória da Conquista   |               |
| Shopping Parque Oeste                                          | Tradicional    | 26 000         |                | Luís Eduardo Magalhães | [ 42 ]        |
| Shopping Ponto Alto I                                          | Não disponível | Não disponível |                | Salvador               |               |
| Shopping Ponto Alto II                                         | Não disponível | Não disponível |                | Salvador               |               |
| Shopping Popular de Vitória da Conquista                       | Popular        | Não disponível |                | Vitória da Conquista   |               |
| Shopping Riviera                                               | Não disponível | Não disponível |                | Camaçari               | [ 43 ]        |
| Shopping São Cristóvão                                         | Tradicional    | Não disponível |                | Salvador               |               |
| Shopping Serrinha                                              | Tradicional    | 6 541          |                | Serrinha               | [ 16 ] [ 44 ] |
| Shopping Sete Portas                                           | Não disponível | Não disponível |                | Salvador               |               |
| Shopping Teixeira Mall Center                                  | Tradicional    | Não disponível |                | Teixeira de Freitas    |               |
| Shopping Vila Norte                                            | Não disponível | Não disponível |                | Lauro de Freitas       |               |
| Shopping Uai                                                   | Popular        | Não disponível |                | Feira de Santana       | [ 38 ]        |
| Tricenter (Max Center, Pituba Parque Center e Tropical Center) | Não disponível | Não disponível |                | Salvador               | [ 45 ]        |